# Beauficel

Beauficel este o comună în departamentul Manche, Franța. În 1 ianuarie 2022 avea o populație de 119 de locuitori.